# 基督堂 (费城)
基督堂（Christ Church）是一座圣公会教堂，位于美国费城。该堂由一批英国圣公会信徒创建于1695年，他们于次年在此兴建了一座小型木制教堂。20年后信徒增长，小教堂不敷使用，于是决定兴建新堂。教堂的主体建筑兴建于1727年到1744年，1754年增加的尖塔，使之成为北美洲最高建筑，达60米。基督堂被视为美国保存至今最美的18世纪建筑之一。
美國獨立宣言的簽署人中有15人为费城基督堂的信徒。参加基督堂礼拜的美國獨立戰爭领袖包括乔治华盛顿、羅伯特·莫里斯、班傑明·富蘭克林和贝特西·罗斯（出身贵格会聚会所，嫁给基督堂助理牧师的儿子约翰罗斯）。这些人坐过的长凳安有纪念铜牌。1774年9月第一届大陆会议召开，Duché牧师到木匠会馆 Carpenters' Hall带领开幕祈祷。战争期间，基督堂牧师威廉怀特担任大陆会议和美国参议院牧师。 
基督堂是美国的第一座圣公会教堂，美国圣公会的诞生地点。 
基督堂是一处美国国家历史名胜，每年有超过25万名游客参观该教堂。
安葬在教堂内和庭院的名人有“费城律师”安德鲁·汉密尔顿（1676–1741），安葬在附近的基督堂墓地的有班傑明·富蘭克林。